# Fort Hake
Fort Hake – fortyfikacja powiązana z fortem Winiary w Poznaniu, powstała w latach ok. 1832–37 na terenie pomiędzy dzisiejszym parkiem Cytadela a Cmentarzem Zasłużonych, wyburzona na początku XX wieku. Funkcjonowała początkowo pod nazwą St. Adalbert Fort (fort Św. Wojciecha), co wynikało z bezpośredniego sąsiedztwa ze wzgórzem o tej nazwie i z kościołem pod wezwaniem tego świętego. Dopiero później fortyfikacji nadano mu imię generała Hakego.
Zadaniem umocnienia była osłona jazu na potoku Wierzbak (tzw. Mała Śluza) oddzielającym fort od Cytadeli. Front umocnień zwrócony był w kierunku miasta.
Fort Hake posiadał dwustronną i dwukondygnacyjną kaponierę, a w niej czternaście kazamat, kaponiera wyposażona była w studnię. Główną częścią fortu była okrągła redita o średnicy 35 metrów, z 16 kazamatami na każdej kondygnacji. Oprócz tego dojścia do fortu broniły dwukondygnacyjne blokhauzy oraz brama Młyńska.